# Leonardo Steiner
Leonardo Ulrich Steiner O.F.M. (Forquilhinha, 6 november 1950) is een Braziliaans geestelijke en een kardinaal van de Rooms-Katholieke Kerk.
Steiner legde zijn geloften af bij de Minderbroeders op 2 augustus 1976 en werd op 21 januari 1978 priester gewijd door zijn neef Paulo Evaristo Arns.
Op 2 februari 2005 werd Steiner benoemd tot prelaat-bisschop van São Félix; zijn bisschopswijding vond plaats op 16 april 2005. Op 21 september 2011 volgde  zijn benoeming door paus Benedictus XVI tot hulpbisschop van Brasilia en tot titulair bisschop van Tisiduo.
Op 27 november 2019 werd Steiner benoemd tot aartsbisschop van Manaus.
Steiner werd tijdens het consistorie van 27 augustus 2022 kardinaal gecreëerd. Hij kreeg de rang van kardinaal-priester. Zijn titelkerk werd de San Leonardo da Porto Maurizio.